# 쇼트키 다이오드
쇼트키 다이오드(Schottky diode, 독일 물리학자 발터 쇼트키의 이름을 따서 명명), 쇼트키 장벽 다이오드 또는 핫 캐리어 다이오드라고도 불리며, 반도체와 금속의 접합으로 형성된 반도체 다이오드이다. 낮은 순방향 전압 강하와 매우 빠른 스위칭 동작을 특징으로 한다. 초기 무선에 사용된 고양이 수염 검파기와 초기 전력 애플리케이션에 사용된 금속 정류기는 원시적인 쇼트키 다이오드로 간주될 수 있다.
충분한 순방향 전압이 인가되면 순방향으로 전류가 흐른다. 실리콘 PN 다이오드의 일반적인 순방향 전압은 600–700mV인 반면, 쇼트키 다이오드의 순방향 전압은 150–450mV이다. 이 낮은 순방향 전압 요구 사항은 더 높은 스위칭 속도와 더 나은 시스템 효율성을 가능하게 한다.

## 구조

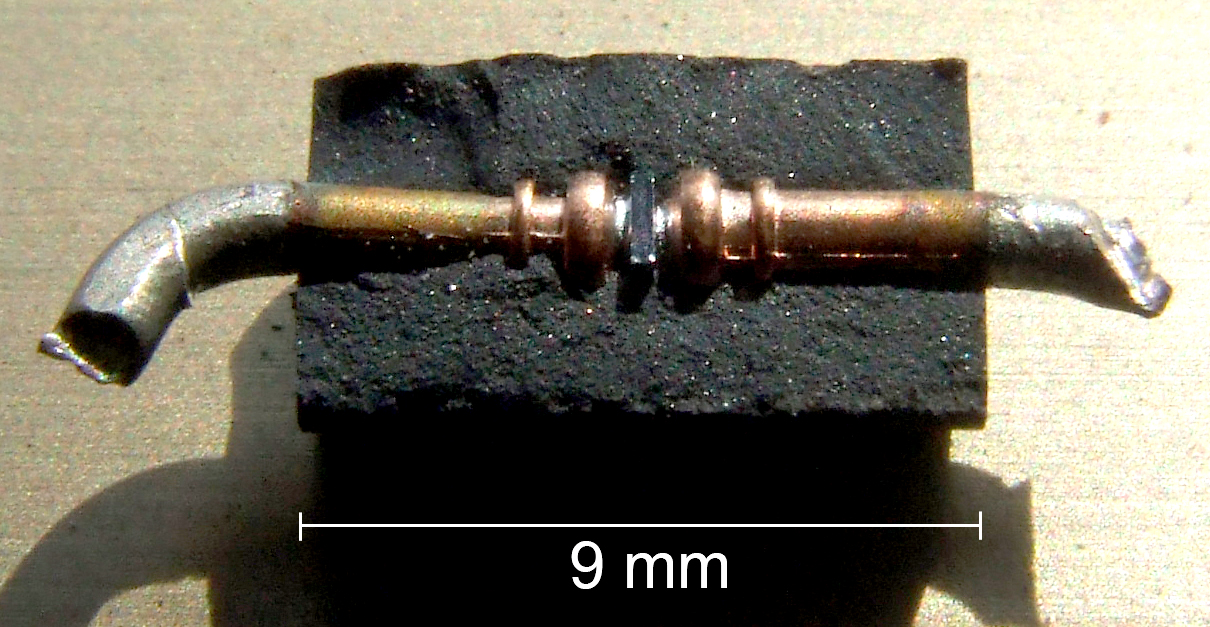
개봉된 1N5822 쇼트키 다이오드 패키징. 중앙의 반도체는 한쪽 금속 전극에 대해 쇼트키 접합을 형성하고(정류 동작 제공) 다른 전극에는 옴 접촉을 형성한다.

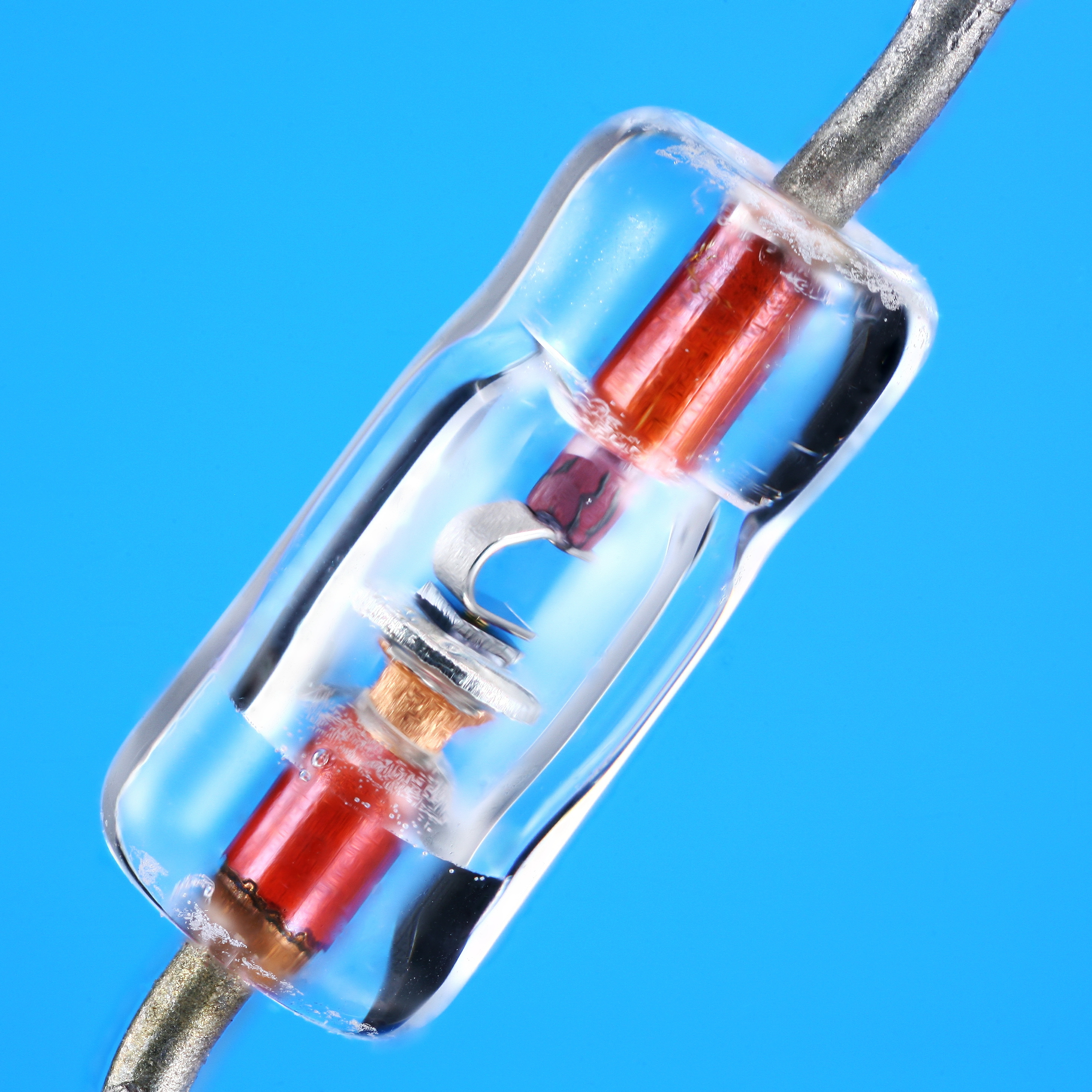
범용 애플리케이션용 HP 5082-2800 쇼트키 장벽 다이오드

금속과 반도체 사이에 금속-반도체 접합이 형성되어 (기존 다이오드의 반도체-반도체 접합 대신) 쇼트키 접합을 생성한다. 일반적으로 사용되는 금속은 몰리브덴, 백금, 크롬 또는 텅스텐 및 특정 실리사이드 (예: 팔라듐 실리사이드 및 백금 실리사이드)이며, 반도체는 일반적으로 N형 실리콘이다. 금속 측은 애노드로, N형 반도체는 다이오드의 캐소드로 작용한다. 이는 정규 전류가 금속 측에서 반도체 측으로 흐를 수 있지만 반대 방향으로는 흐를 수 없음을 의미한다. 이 쇼트키 장벽은 매우 빠른 스위칭과 낮은 순방향 전압 강하를 모두 가능하게 한다.
금속과 반도체 조합의 선택은 다이오드의 순방향 전압을 결정한다. N형 및 P형 반도체 모두 쇼트키 장벽을 형성할 수 있다. 그러나 P형은 일반적으로 순방향 전압이 훨씬 낮다. 순방향 전압이 낮아짐에 따라 역누설 전류가 급격히 증가하므로 순방향 전압은 너무 낮아서는 안 되며, 일반적으로 사용되는 범위는 약 0.15-0.45V이며, P형 반도체는 드물게 사용된다. 티타늄 실리사이드 및 기타 내열성 실리사이드는 CMOS 공정에서 소스/드레인 어닐링에 필요한 온도를 견딜 수 있지만 일반적으로 사용하기에 순방향 전압이 너무 낮기 때문에 이러한 실리사이드를 사용하는 공정은 일반적으로 쇼트키 다이오드를 제공하지 않는다.
반도체의 도핑이 증가함에 따라 공핍 영역의 폭이 감소한다. 특정 폭 이하에서는 전하 캐리어가 공핍 영역을 통해 터널링할 수 있다. 매우 높은 도핑 수준에서는 접합부가 더 이상 정류기 역할을 하지 않고 옴 접촉이 된다. 이는 옴 접촉과 다이오드를 동시에 형성하는 데 사용될 수 있다. 왜냐하면 실리사이드와 약하게 도핑된 N형 영역 사이에 다이오드가 형성되고 실리사이드와 강하게 도핑된 N형 또는 P형 영역 사이에 옴 접촉이 형성되기 때문이다. 약하게 도핑된 P형 영역은 문제가 된다. 왜냐하면 결과 접촉은 좋은 옴 접촉에는 저항이 너무 높고, 좋은 다이오드를 만드는 데는 순방향 전압이 너무 낮고 역누설이 너무 높기 때문이다.
쇼트키 접촉의 가장자리가 상당히 날카롭기 때문에 그 주변에 높은 전기장이 발생하며, 이는 역항복 전압 임계값이 얼마나 클 수 있는지를 제한한다. 다양한 전략이 사용되며, 가드 링부터 금속화 오버랩까지 필드를 줄이기 위해 사용된다. 가드 링은 귀중한 다이 면적을 소비하며 주로 더 큰 고전압 다이오드에 사용되는 반면, 오버래핑 금속화는 주로 더 작은 저전압 다이오드에 사용된다.
쇼트키 다이오드는 종종 쇼트키 트랜지스터에서 반포화 클램프로 사용된다. 팔라듐 실리사이드(PdSi)로 만들어진 쇼트키 다이오드는 낮은 순방향 전압(베이스-컬렉터 접합의 순방향 전압보다 낮아야 함)으로 인해 우수하다. 쇼트키 온도 계수는 B-C 접합의 계수보다 낮으며, 이는 더 높은 온도에서 PdSi의 사용을 제한한다.
파워 쇼트키 다이오드의 경우 매립된 N+ 층과 에피택시 N형 층의 기생 저항이 중요해진다. 에피택시 층의 저항은 트랜지스터보다 더 중요하다. 왜냐하면 전류가 전체 두께를 통과해야 하기 때문이다. 그러나 이는 접합부 전체 영역에 걸쳐 분포된 발라스팅 저항 역할을 하며, 일반적인 조건에서 국부적인 열 폭주를 방지한다.
파워 PN 다이오드와 비교하여 쇼트키 다이오드는 덜 견고하다. 접합부는 열에 민감한 금속화와 직접 접촉한다. 따라서 쇼트키 다이오드는 동일한 크기의 깊은 매립 접합을 가진 PN 다이오드보다 고장 전에 더 적은 전력을 소산할 수 있다(특히 역항복 시). 쇼트키 다이오드의 낮은 순방향 전압의 상대적 장점은 더 높은 순방향 전류에서는 희미해지는데, 이때 전압 강하는 시리즈 저항에 의해 지배된다.

## 역회복 시간
PN 다이오드와 쇼트키 다이오드의 가장 중요한 차이점은 다이오드가 전도 상태에서 비전도 상태로 전환될 때의 역회복 시간(trr)이다. PN 다이오드에서 역회복 시간은 수 마이크로초에서 빠른 다이오드의 경우 100ns 미만에 이를 수 있으며, 이는 주로 전도 상태 동안 확산 영역에 축적된 소수 캐리어로 인해 발생하는 확산 정전 용량에 의해 제한된다. 쇼트키 다이오드는 단극 장치이므로 훨씬 빠르며 속도는 접합 정전 용량에 의해서만 제한된다. 소신호 다이오드의 스위칭 시간은 ~100 피코초이고, 특수 고용량 전력 다이오드는 수십 나노초까지이다. PN 접합 스위칭에는 역회복 전류도 있으며, 이는 고전력 반도체에서 증가된 EMI 노이즈를 발생시킨다. 쇼트키 다이오드는 기본적으로 "즉각적"으로 스위칭하며 약간의 정전 용량 부하만 발생하므로 훨씬 덜 문제가 된다.
이 "즉각적인" 스위칭이 항상 그런 것은 아니다. 특히 고전압 쇼트키 장치에서는 항복장 형상을 제어하는 데 필요한 가드 링 구조가 일반적인 복구 시간 속성을 가진 기생 PN 다이오드를 생성한다. 이 가드 링 다이오드가 순방향 바이어스되지 않는 한 용량만 추가된다. 그러나 쇼트키 접합이 충분히 강하게 구동되면 순방향 전압은 결국 두 다이오드를 순방향으로 바이어스하고 실제 trr은 크게 영향을 받게 된다.
종종 쇼트키 다이오드는 "다수 캐리어" 반도체 소자라고 한다. 이는 반도체 몸체가 도핑된 N형이면 N형 캐리어(이동성 전자)만이 소자의 정상 작동에 중요한 역할을 한다는 의미이다. 다수 캐리어는 다이오드 반대편의 금속 접촉부의 전도대에 빠르게 주입되어 자유 이동 전자가 된다. 따라서 N형 및 P형 캐리어의 느리고 무작위적인 재결합은 관련이 없으므로 이 다이오드는 일반 PN 정류기 다이오드보다 빠르게 전도를 중단할 수 있다. 이 속성은 결과적으로 더 작은 장치 영역을 허용하며, 이는 또한 더 빠른 전환을 가능하게 한다. 이는 쇼트키 다이오드가 스위치 모드 전력 변환기에 유용한 또 다른 이유이다. 다이오드의 높은 속도는 회로가 200kHz에서 2MHz 범위의 주파수에서 작동할 수 있게 하여 다른 다이오드 유형으로는 불가능했던 더 효율적인 소형 유도자와 축전기의 사용을 가능하게 한다. 소면적 쇼트키 다이오드는 RF 검파기와 주파수 혼합기의 핵심 부품이며, 종종 50GHz까지의 주파수에서 작동한다.

## 제약
쇼트키 다이오드의 가장 명백한 제약은 상대적으로 낮은 역전압 정격과 비교적 높은 역누설 전류이다. 실리콘-금속 쇼트키 다이오드의 경우 역전압은 일반적으로 50V 이하이다. 일부 더 높은 전압 설계도 가능하다(200V는 높은 역전압으로 간주된다). 역누설 전류는 온도에 따라 증가하므로 열 불안정성 문제를 유발한다. 이로 인해 유용한 역전압이 실제 정격보다 훨씬 낮게 제한되는 경우가 많다.
더 높은 역전압을 달성할 수 있지만 다른 유형의 표준 다이오드와 유사한 더 높은 순방향 전압이 발생한다. 이러한 쇼트키 다이오드는 빠른 스위칭 속도가 필요하지 않는 한 장점이 없다.

## 탄화규소 쇼트키 다이오드
탄화 규소로 제작된 쇼트키 다이오드는 규소 쇼트키 다이오드보다 훨씬 낮은 역누설 전류와 더 높은 순방향 전압(25°C에서 약 1.4~1.8V) 및 역전압을 갖는다. 틀:서기 기준으로 제조업체에서 최대 1700V의 역전압을 갖는 변형으로 제공되었다.
탄화규소는 열전도율이 높고 온도가 스위칭 및 열 특성에 미치는 영향이 거의 없다. 특수 패키징을 통해 탄화규소 쇼트키 다이오드는 500 K(약 200°C) 이상의 접합 온도에서 작동할 수 있으며, 이는 항공우주 애플리케이션에서 수동 방사 냉각을 가능하게 한다.

## 응용

### 전압 클램핑
표준 실리콘 다이오드의 순방향 전압 강하는 약 0.7V이고 게르마늄 다이오드는 0.3V인 반면, 쇼트키 다이오드의 약 1 mA의 순방향 바이어스에서의 전압 강하는 0.15V에서 0.46V 범위이다(1N5817 참조) 및 1N5711). 이는 전압 클램핑 응용 및 트랜지스터 포화 방지에 유용하다. 이는 쇼트키 다이오드의 더 높은 전류 밀도 때문이다.

### 역전류 및 방전 보호
쇼트키 다이오드의 낮은 순방향 전압 강하는 열로 에너지가 거의 낭비되지 않아 에너지 효율적인 애플리케이션에 좋다. 이는 독립형("오프 그리드") 태양광 (PV) 시스템에서 야간에 배터리가 태양 전지판을 통해 방전되는 것을 방지하는 차단 다이오드로 유용하다. 또한 병렬로 연결된 여러 스트링이 있는 계통 연계 시스템에서 바이패스 다이오드가 고장난 경우 인접 스트링에서 그늘진 스트링을 통해 역전류가 흐르는 것을 방지하는 데 사용된다.

### 스위치 모드 파워 서플라이
쇼트키 다이오드는 스위치 모드 파워 서플라이에서 정류기로도 사용된다. 낮은 순방향 전압과 빠른 복구 시간은 효율성 증가로 이어진다.
내부 배터리와 콘센트 입력 또는 이와 유사한 기능을 모두 갖춘 제품의 전원 공급 장치 "OR" 회로에도 사용할 수 있다. 그러나 높은 역누설 전류는 이 경우 문제를 일으킨다. 왜냐하면 높은 임피던스 전압 감지 회로(예: 배터리 전압 모니터링 또는 주전원 어댑터 존재 감지)는 다이오드 누설을 통해 다른 전원 전압을 볼 것이기 때문이다.

### 샘플 앤 홀드 회로
쇼트키 다이오드는 다이오드 브리지 기반 샘플 앤 홀드 회로에 사용될 수 있다. 일반 PN 접합 기반 다이오드 브리지와 비교할 때 쇼트키 다이오드는 장점을 제공할 수 있다. 순방향 바이어스된 쇼트키 다이오드는 소수 캐리어 전하 축적이 없다. 이를 통해 일반 다이오드보다 더 빠르게 스위칭할 수 있어 샘플에서 홀드 단계로의 전환 시간이 줄어든다.
소수 캐리어 전하 축적이 없으면 홀드 단계 또는 샘플링 오류도 줄어들어 출력에서 더 정확한 샘플을 얻을 수 있다.

### 전하 제어
효율적인 전기장 제어 덕분에 쇼트키 다이오드는 양자 우물 또는 양자점과 같은 반도체 나노 구조물에서 단일 전자를 정확하게 로드하거나 언로드하는 데 사용할 수 있다.

## 명칭

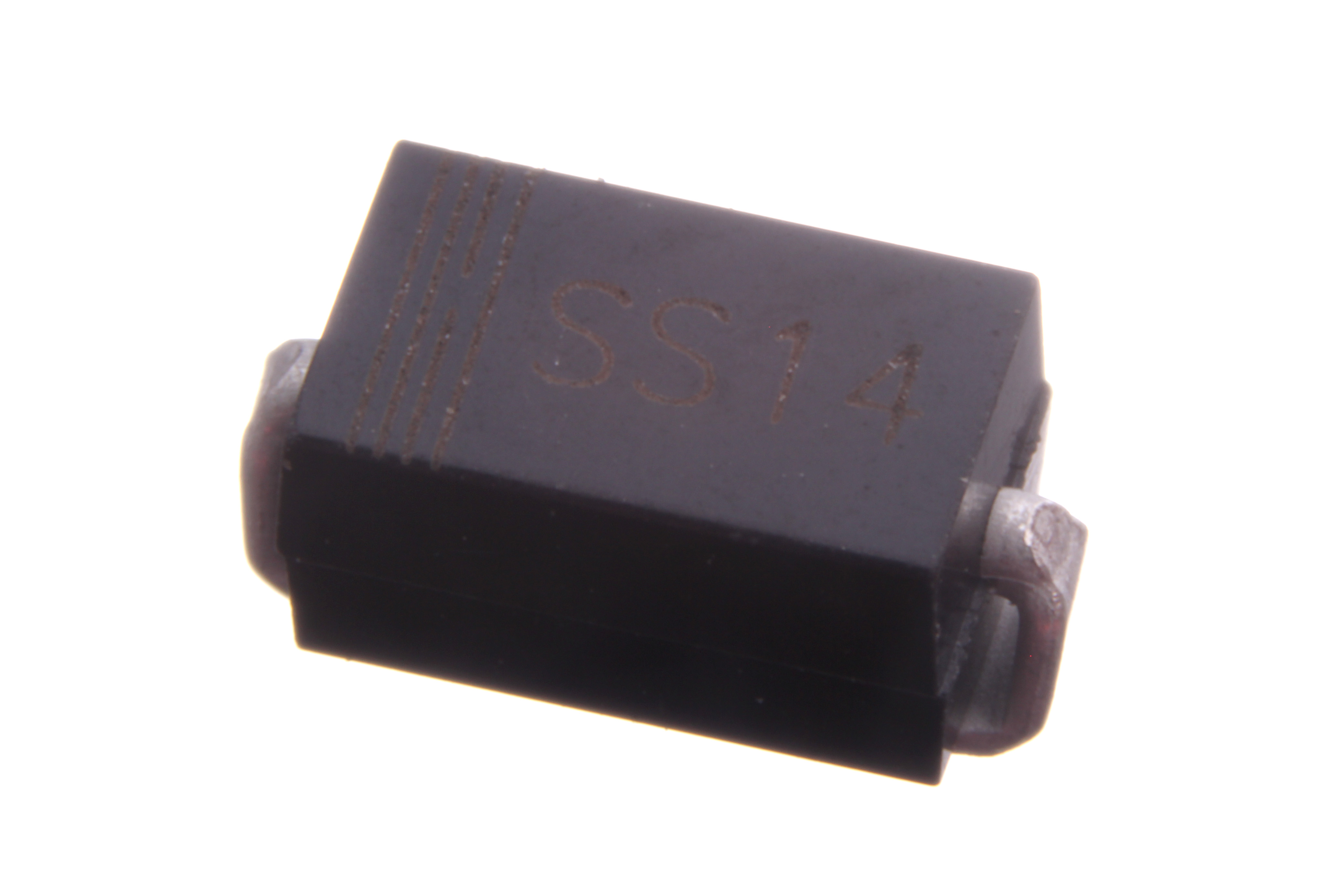
DO-214AC (SMA) 패키지의 SS14 쇼트키 다이오드
(1N5819의 표면 실장 버전)

일반적으로 사용되는 쇼트키 다이오드에는 1N581x (1 A) 및 1N582x (3 A) 스루홀 부품과 같은 1N58xx 시리즈 정류기가 포함된다. 그리고 SS1x (1 A) 및 SS3x (3 A) 표면 실장 부품이 있다. 쇼트키 정류기는 수많은 표면 실장 패키지 스타일로 제공된다.
1N5711, 1N6263, 1SS106, 1SS108, 및 BAT41–43, 45–49 시리즈와 같은 소신호 쇼트키 다이오드는 고주파 애플리케이션에서 검파기, 혼합기 및 비선형 소자로 널리 사용되며 게르마늄 다이오드를 대체했다. 또한 III-V 반도체 장치, 반도체 레이저 및 어느 정도 CMOS 회로의 노출된 라인과 같은 민감한 장치의 방전 보호에도 적합하다.
쇼트키 금속-반도체 접합은 7400 TTL 계열의 논리 장치의 후속 제품인 74S, 74LS 및 74ALS 시리즈에 사용된다. 여기서 이들은 베이커 클램프로 양극성 트랜지스터의 콜렉터-베이스 접합과 병렬로 사용하여 포화를 방지하고 턴오프 지연을 크게 줄인다.

## 대안
전력 소모가 적을 때, MOSFET과 제어 회로를 액티브 정류라는 작동 모드에서 대신 사용할 수 있다.
PN 다이오드 또는 쇼트키 다이오드와 연산 증폭기로 구성된 초고속 다이오드는 네거티브 피드백의 효과로 인해 거의 완벽한 다이오드 특성을 제공하지만, 사용되는 연산 증폭기가 처리할 수 있는 주파수에 사용이 제한된다.

## 전기 습윤 현상
쇼트키 다이오드가 액체 금속의 방울, 예를 들어 수은과 규소와 같은 반도체를 접촉시켜 형성될 때 전기 습윤 현상이 관찰될 수 있다. 반도체의 도핑 유형 및 밀도에 따라 방울 확산은 수은 방울에 인가된 전압의 크기와 부호에 따라 달라진다. 이 효과는 '쇼트키 전기 습윤 현상'이라고 불린다.